# Villa Cogozzo
Villa Cogozzo è una frazione del comune bresciano di Villa Carcina che rappresenta la porzione settentrionale del centro abitato.

## Storia
La località era un piccolo villaggio montano di antica origine.
Villa Cogozzo si unì per la prima volta con Carcina su ordine di Napoleone, ma gli austriaci annullarono la decisione al loro arrivo nel 1815 con il Regno Lombardo-Veneto.
Dopo l'unità d'Italia, il paese crebbe fortemente da mille a duemilacinquecento abitanti. Fu il fascismo a decidere la soppressione del comune unendolo definitivamente a Villa Carcina.